# فاکس (مونتانا)
فاکس (به انگلیسی: Fox) یک منطقهٔ مسکونی در ایالات متحده آمریکا است که در شهرستان کربن، مونتانا واقع شده‌است. فاکس N/A نفر جمعیت دارد و ۱٬۵۳۳٫۴۷ متر بالاتر از سطح دریا واقع شده‌است.